# Équipe d'Indonésie féminine de basket-ball
Cet article traite de l'équipe féminine. Pour l'équipe masculine, voir Équipe d'Indonésie masculine de basket-ball.
Maillots
L'équipe d'Indonésie de basket-ball féminin est une sélection composée des meilleures joueuses indonésiennes de basket-ball.
L'Indonésie fait dix apparitions en phase finale du Championnat d'Asie ; sa meilleure performance est une quatrième place atteinte en 1972. L'équipe ne s'est jamais qualifiée pour les Jeux olympiques ou pour une phase finale de Championnat du monde.